# كريس أوديرا
كريس أوديرا (بالإنجليزية: Chris Odera) (12 ديسمبر 1963 – 27 نوفمبر 2012) هو ملاكم كيني راحل، مثّل بلاده في الألعاب الأولمبية الصيفية 1988.

## روابط خارجية
كريس أوديرا على موقع اللجنة الأولمبية الدولية (الإنجليزية)
- كريس أوديرا على موقع أوليمبيديا (الإنجليزية)